# Jofre de Foixà
Jofre de Foixá (o Jaufre de Foixa) (murió alrededor de 1300) era un trovador del siglo XIII, natural de Foixá en el Ampurdán, el segundo hijo de Bernard de Foixá.

## Biografía
Cuando era joven, Jofre se convirtió en franciscano y aparece en esa posición cuando se lo menciona por primera vez en Monzón en 1267. En 1275 abandonó el hábito franciscano de la capucha negra de los benedictinos, casi con seguridad en el monasterio de San Felíu de Guixols. Cuando los franceses bajo Felipe III invadieron Cataluña como parte de la cruzada aragonesa, el rey Pedro III nominó a Jofre procurador del monasterio de San Pedro de Galligans y le confió muchas misiones importantes.
En 1293 estuvo en Sicilia como abad de San Giovanni degli Eremiti en Palermo, allí disfrutó del favor tanto de Jaime II de Aragón como de Federico II. La última vez que se menciona a Jofre es en 1295. Mientras estuvo en Sicilia James le encargó a Jofre que escribiera un tratado, Vers e regles de trobar, sobre las reglas del arte trovador, principalmente la gramática de limosín. La obra que contenía muchos extractos de otros trovadores tenía la intención de aumentar los Razos de Trobar de Ramón Vidal. En su época Vidal había escrito que "todas las personas desean escuchar canciones de trovadores y componerlas, incluidos cristianos, sarracenos, judíos, emperadores, príncipes, reyes, duques, condes, vizcondes, vavassours, clérigos, ciudadanos y villanos." Para su época Jofre podía alabar el engyn (comprensión) de los laicos por la sutil gramática vernácula.
Entre las otras obras sobrevivientes de Jofre se encuentran tres canciones y una cobla. En una de sus canciones dedica diferentes estrofas a las diferentes obras de sus trovadores favoritos: Arnaut de Mareuil (estrofas I y II), Perdigon (III y IV), Fulco de Marsella (V), Gaucelm Faidit (VI). Esta innovación fue retomada por Petrarca quien hizo lo mismo para celebrar a los poetas de dolce stil novo.

| I Be m'a lonc temps menat a guiza d'aura ma bon'amors, quo fainaus sobre vens; mas lo perill m'asuava e·m daura lo bos espersqu'ay en vos fermamens, en cuy amar es ferms totz mos talents, qu'aissi m'an pes de vos, qu'es blond'e saura, les grans beutatz e·ls fis ensenhamens. II No m'agra ops que·m fos tan agradiva vostr'amistatz, dona, de bos aibs flors, pus deviatz envas mi tan autiva de cor esse, e lunhar mi·l secors qu'ay atendut lonjamens; quar us plor m'en sors tan grieus que non cre guaire viva: si·m destrenhetz, dona, vos et Amors. III E ja de vos no·m do so qu'ieu dezire jamai Jhezus, si per als a murir tem, mas pe so quar sai ses contradire que pos mortz fos no·us poyia servir. Pero si·l mal vos plazen ni·l martir, ni·l grieu afan de que yeu suy suffrire, ben aya·l mal e l'afan e·l cossir. |  | IV Qu'a mi non deu plazer mas so que·us playa, pus del tot suy vostres ab bona fe, sol no vulhats que d'amar vos m'estranya, quar le poders non es ges mieus de re. Be suy conques, mas trop suy luenh de be, qu'en tal cossir m'an empench que m'esglaya ir'e pezars e dona ses merce. V E vos, Amors, pus ab tam ferm coratge vos am e·us ser, per que·us truep tan nozen? qu'ades m'ausizetz tolhen alegrage et ades mi revivetz joys renden, per qu'ieu trac piegz d'ome de tot moren. Doncx pus avetz en mi·l plen poderatge, Amors, merce, no mueyra tan soven! VI Dona, per vos m'es Amors tan sobreira; e si m'auci, de vos mou l'ochaizos. Don volgra be que·us auzes esquerreira nomnar vas fe; mas en vos falhizos non dey pensar sia, pero de vos tenc er, que·m faitz mal, dona plazenteira, mon cor e mi e mas bonas chansos. |
VII

Vostres suy tan, don'agradiv'e pros,

qu'on piegz mi faitz, ab amor pus enteyra

humils e francs e fis sopley vas vos.